# Sapromyza bergenstammi
Sapromyza bergenstammi är en tvåvingeart som först beskrevs av Leander Czerny 1932.  Sapromyza bergenstammi ingår i släktet Sapromyza och familjen lövflugor.
Artens utbredningsområde är Österrike. Inga underarter finns listade i Catalogue of Life.